# 铃芽之旅 (专辑)
《铃芽之旅》是日本摇滚乐队RADWIMPS和作曲家陣内一真的合作专辑，也是2022年同名动画电影《铃芽之旅》的原声专辑。该专辑于2022年11月11日，即电影首映当天，由EMI唱片和Muzinto唱片全球发行。
该专辑的制作始于2020年初，当时电影导演新海诚将电影《铃芽之旅》的剧本发给了RADWIMPS的野田洋次郎，两人曾经在电影《你的名字》（2016年）和《天氣之子》（2019年）中合作。随后在2020年8月，野田在未收到正式委托时便将几个样本唱片发给了新海诚。乐曲风格与《你的名字》和《天氣之子》截然不同，含有日本传统元素和民族元素。第一首主题曲铃芽由十明演唱，她由制作团队在TikTok平台發現和提拔；第二首主题曲彼方遥远在电影制作的最后时刻完成。部分音樂的錄音在英國倫敦的艾比路錄音室完成。
该专辑获得许多评论家的正面评价，并于2023年获得第46屆日本電影學院獎的最佳音乐奖。

## 背景与制作
2022年9月20日，《铃芽之旅》電影官方宣布曾与导演新海诚在电影《你的名字》（2016年）、《天氣之子》（2019年）中合作的RADWIMPS，偕同曾參與《最後一戰5：守護者》（2015年）等遊戲、電影和動漫音樂創作的作曲家陣内一真，負責电影的音樂譜寫。该音乐项目始于2020年初，当时导演新海誠在完成本作的劇本初稿後，立刻將劇本初稿寄給了RADWIMPS的野田洋次郎，希望他能给自己的创作带来启发（0:35）。野田发现与新海誠之前的两部影片相比，《铃芽之旅》最令他兴奋，因为他喜欢公路电影，也对废弃的建筑感兴趣。制作过程中，野田認為感动新海誠是最重要的目标，并相信感动了新海誠便一定能感动观众（3:20）。在看完剧本后，野田就自行创作了Tamaki和铃芽之泪，后者成为了主题曲的候选曲目（3:34），两者均未在电影中使用、仅收录于专辑中。由于2019冠状病毒病疫情，两人一度停止了联系，但期間野田仍能到工作室創作一些曲子。2020年8月左右，野田将几个样本唱片发给了新海诚，其中包括第一首主題曲鈴芽的早期版本。创作样片时，野田希望做出与前两部作品不同的音乐，由于《铃芽之旅》既是生活在现代的人们的故事，也有聚焦于衰退的村庄和城市中曾经繁荣的人类活动的故事，野田希望能创作出有怀旧印象的音乐。新海誠后来接受采访时表示，收到样片时他还没有正式委托野田创作音乐，听过后他感觉“棒极了”，剧本中许多自己没注意到的重要细节都被野田写入了歌中（0:45）。
根据RADWIMPS的野田洋次郎、桑原彰和武田祐介三人最初的共识，鈴芽不会使用流行风格，后来团队决定加入日本传统元素和民族元素的音色（0:58）。新海最初想让野田演唱鈴芽，但当编曲完成后，两人觉得一个女声更能切合对世界观的印象，所以在2021年花了大约一年的时间来寻找一位女歌手。野田希望找到一种超越当前时代的声音，一种“让人觉得在100年前和100年后都能引发共鸣的声音”，且清晰、透明、具有意志力，在聆聽各種聲音和實際試鏡的過程中，新海誠和RADWIMPS最終在TikTok平台發現和提拔十明演唱主題曲。十明自2020年2月开始在TikTok上发布翻唱视频，其翻唱的作品包括米津玄師、藤井風、星期三的康帕内拉等人的作品。野田稱當他聽見十明哼唱歌曲開頭的人聲段落時，便認為這首歌必須用她的聲音進行演唱，表示這首歌和十明之間有一種沒有人能闖入的強烈聯繫。十明是一名大学生，没有隶属的唱片公司也没有参与过专业录音，她发给RADWIMPS的样片甚至是躲在衣柜用手机录的，故样片的音质很差（2:15）。野田认为十明这样的个人背景也体现在声音裡，可以使她不受任何束缚，随心所欲地唱。十明在接受採訪時稱道：「當我第一次在预告视频中聽見自己的歌曲時，一陣從未有過的戰慄向我襲來。能成為RADWIMPS細膩而難忘的旋律，還有新海導演美麗動人的世界觀一部分，我非常開心。」
第二首主题曲彼方遥远是在电影制作的最后时刻完成的：新海诚总是说“想要再来一首歌”，这使野田写了大约六到七首歌曲，一直持续到2022年初。由于还要忙于配乐的制作，他决定在最后上交彼方遥远和另一首歌曲，若仍不行就只用鈴芽作主题曲。另一首歌曲是简单的吉他独奏风格，新海城最终选择了彼方遥远。在电影所讨论的诸多主题中，野田选择让彼方遥远体现影片中“铃芽和草太的故事”。
在组建乐队初期，团队以贝斯、鼓、吉他和主唱这“四大件”为中心，后来开始加入合成器等未尝试过的音色（4:11）。电影動作場面的音樂是基於音樂製作的理念，其中部分音樂錄音的流程，是在英國倫敦的艾比路錄音室完成，成為新海誠首度在海外進行電影作品音樂錄音的作品。為了給每個場景營造出獨特的懷舊和神秘感，RADWIMPS與陣内一真共同創作具有永恆旋律和音色的樂曲，融入日本傳統樂器等民間樂器，樂曲中幾乎沒有吉他的聲音，穿插大樂團爵士樂、莊嚴的合唱為主的曲子。

## 发行
主題曲鈴芽 feat. 十明于2022年9月30日在音樂流媒體平台發行。第二首主題曲彼方遥远於2022年10月28日發行。专辑於2022年11月11日，即电影上映当天在全球發售。由电影制片人山田智和执导的彼方遥远的音乐视频（MV）也于同日在YouTube上发布。密纹黑胶唱片版本于2023年3月8日发行。Anime Limited将于2023年8月28日在全球发行CD和黑胶唱片。
RADWIMPS在2022年11月11日朝日電視台的节目《MUSIC STATION》及11月28日TBS電視台的《CDTV LIVE LIVE》上表演了主题曲。

## 反响
许多评论家在评价电影的同时赞扬了其原声带。《动画新闻网》的理查德·艾森拜斯（Richard Eisenbeis）表示音乐没有辜负观众对新海诚电影的期望，并赞扬反复出现的主题曲《鈴芽》比RADWIMPS著名的另类摇滚歌曲更神秘且令人难忘，与电影中超凡脱俗的氛围完美契合。《独立一线》的斯蒂芬·格林（Steph Green）称RADWIMPS和阵内一真使配乐更具电影感，能适時配合故事開展。《AwardsWatch》的本·罗尔夫（Ben Rolph）称配乐提升了电影的“史诗性”，在故事達到高潮之時營造出宏大的聲景，帶來更逼真的视觉效果。《The Digital Fix》的戴维·奥佩（David Opie）称十明的歌声细腻而令人心痛，并认为《铃芽之旅》的配乐比新海诚的其它电影都更令人难以忘怀、更精致。
2023年3月10日，该专辑获得第46屆日本電影學院獎的最佳音乐奖。

## 曲目列表
| CD       | CD                | CD         | CD                    | CD                  | CD    |
| 曲序     | 曲目              |            | 作曲                  | 编曲                | 时长  |
| -------- | ----------------- | ---------- | --------------------- | ------------------- | ----- |
| 1.       | 二人的相遇（）    |            | 野田洋次郎            | RADWIMPS            | 1:02  |
| 2.       | 废弃的温泉街（）  |            | 野田洋次郎 / 陣内一真 | 陣内一真            | 3:57  |
| 3.       | 救治（）          |            | 野田洋次郎            | RADWIMPS            | 1:24  |
| 4.       | 追逐猫咪（）      |            | 野田洋次郎            | RADWIMPS            | 2:15  |
| 5.       | 夜晚的渡轮（）    |            | 野田洋次郎            | RADWIMPS            | 1:53  |
| 6.       | 寻猫（）          |            | 桑原彰                | RADWIMPS            | 1:33  |
| 7.       | 废弃学校之景（）  |            | 陣内一真              | 陣内一真            | 3:11  |
| 8.       | 二人的时光（）    |            | 野田洋次郎            | RADWIMPS            | 2:56  |
| 9.       | 搭便车（）        |            | 陣内一真              | 陣内一真            | 2:17  |
| 10.      | （）              |            | 陣内一真              | 陣内一真            | 1:22  |
| 11.      | 游乐园废墟（）    |            | 野田洋次郎 / 陣内一真 | 陣内一真            | 4:51  |
| 12.      | 战士小憩（）      |            | 野田洋次郎            | RADWIMPS            | 2:51  |
| 13.      | 新干线之旅（）    |            | 陣内一真              | 陣内一真            | 1:31  |
| 14.      | 的历史（）        |            | 野田洋次郎            | RADWIMPS            | 1:26  |
| 15.      | 预兆（）          |            | 陣内一真              | 陣内一真            | 3:04  |
| 16.      | 东京上空（）      |            | 野田洋次郎            | RADWIMPS            | 4:14  |
| 17.      | 决意～启程（）    |            | 野田洋次郎 / 陣内一真 | RADWIMPS / 陣内一真 | 5:29  |
| 18.      | 狐狸附身（）      |            | 陣内一真              | 陣内一真            | 1:24  |
| 19.      | 双人骑车（）      |            | 野田洋次郎            | RADWIMPS            | 1:42  |
| 20.      | 那不是梦（）      |            | 野田洋次郎            | RADWIMPS            | 1:51  |
| 21.      | 常世（）          |            | 野田洋次郎 / 陣内一真 | RADWIMPS / 陣内一真 | 1:08  |
| 22.      | 丘上的要石（）    |            | 陣内一真              | 陣内一真            | 1:43  |
| 23.      | 去草太的身边（）  |            | 野田洋次郎 / 陣内一真 | RADWIMPS / 陣内一真 | 2:23  |
| 24.      | 祈祷（）          |            | 陣内一真              | 陣内一真            | 3:05  |
| 25.      | 关门（）          |            | 野田洋次郎 / 陣内一真 | RADWIMPS / 陣内一真 | 3:52  |
| 26.      | 彼方遥远（）      | 野田洋次郎 | 野田洋次郎            | RADWIMPS            | 5:55  |
| 27.      | 铃芽feat.十明（） | 野田洋次郎 | 野田洋次郎            | RADWIMPS            | 3:58  |
| 28.      | Tamaki            | 野田洋次郎 | 野田洋次郎            | RADWIMPS            | 4:55  |
| 29.      | 铃芽之泪（）      | 野田洋次郎 | 野田洋次郎            | RADWIMPS            | 4:35  |
| 总时长： | 总时长：          | 总时长：   | 总时长：              | 总时长：            | 81:47 |

## 榜单排名
| 榜单（2022年）                   | 排行 |
| -------------------------------- | ---- |
| 日本（Oricon專輯榜）             | 7    |
| 日本（Oricon專輯合算榜）         | 5    |
| 日本（Oricon数字专辑榜）         | 3    |
| 日本（日本《公告牌》熱門專輯榜） | 3    |

| 榜单（2022年）       | 排行 |
| -------------------- | ---- |
| 日本（Oricon專輯榜） | 12   |

## 发行历史
| 地区     | 日期           | 形式            | 公司          | 参考   |
| -------- | -------------- | --------------- | ------------- | ------ |
| 多地     | 2022年11月11日 | 數位下載 流媒体 | EMI Muzinto   | [ 32 ] |
| 日本     | 2022年11月11日 | CD              | EMI Muzinto   | [ 32 ] |
| 日本     | 2023年3月8日   | 密纹黑胶唱片    | EMI Muzinto   | [ 33 ] |
| 中国大陆 | 2023年6月      | CD 密纹黑胶唱片 | 中国唱片      | [ 34 ] |
| 多地     | 2023年8月28日  | CD 密纹黑胶唱片 | Anime Limited | [ 17 ] |